# 长春理工大学
长春理工大学，位于中国吉林省长春市，原名长春光学精密机械学院，1958年由中国科学院创办的，中国光学事业奠基人王大珩为主要创始人和首任院长，2002年更名为长春理工大学。
学校由吉林省、国家国防科技工业局、长春市共建，是一所以光电技术为特色，光、机、电、算、材相结合为优势，工、理、文、经、管、法、艺协调发展的多科性教学研究型大学，吉林省省属重点大学，入选“中西部高校基础能力建设工程”、“高等学校学科创新引智计划”、“卓越工程师教育培养计划”，是中俄工科大学联盟观察员，被誉为“中国光学英才的摇篮”。

## 办学历史
光机学院
- 1958年，由两弹一星元勋、中国光学事业奠基人王大珩遵照时任中国国务院副总理兼国家科委主任聂荣臻元帅“要建立一所主要为国防培养光学人才的高等学校”的指示，创立了长春光学精密机械学院（简称长春光机学院）
- 1959年6月，与长春机械学院、长春化学学院合并，组建吉林科学技术学院
- 1960年5月，新校与吉林理工学院组建吉林科学技术大学。11月，中科院长春机械所并入长春光机所，两所下属的长春光学精密机械学院和长春机械学院从吉林科学技术大学脱离，重新组建为长春光学精密机械学院
- 1961年，学校停止招生2年
- 1962年5月，中共吉林省委宣传部宣布学校停办，后经多方努力，于8月得以保留，并划归中国科学院和国防科委共同领导
- 1963年9月，光学仪器、精密机械制造工艺、应用光学、应用物理4个专业恢复招生
- 1965年，学校与长春光机所分离，划为中国科学院直属高等学校
- 1966年，学校再度停止招生
- 1971年，学校划归第五机械工业部领导
- 1972年，学校部分恢复招生
- 1978年，学校首次招收硕士研究生
- 1979年，校学术委员会成立
- 1981年，成为中国首批硕士学位授权单位，在“光学”、“机械制造”、“光学仪器”、“光学电子技术”4个专业享有硕士学位授予权
- 1982年至1993年，因国务院部委调整，学校先后划由兵器工业部、国家机械工业委员会、机械电子工业部、中国兵器工业总公司主管
- 1994年，高功率半导体激光国防科技重点实验室批准立项
- 1996年，成为中国第六批博士学位授权单位，成功申报“军用光学”博士点。
- 1998年9月16日建校40周年之际，刘华清、邹家华、钱学森、朱光亚等领导为学校题词。
- 1999年，划为吉林省主管，与国防科工委共建
- 2000年，长春建筑材料工业学校并入

理工大学
- 2002年，更名为长春理工大学
- 2004年，成为吉林省属重点大学
- 2007年，吉林省电信培训中心并入
- 2009年，代管代建中国国家级光学科技馆长春中国光学科学技术馆。
- 2011年，入选中国教育部“卓越工程师教育培养计划”
- 2013年，入选中国教育部“中西部高校基础能力建设工程”（又称中西部100所，小211工程）。
- 2017年，入选中国教育部“高等学校学科创新引智计划”。
- 2018年，入选中国教育部首批“新工科研究与实践项目”。
- 2020年12月18日，经中华人民共和国教育部批准，原由长春理工大学管理的独立学院长春理工大学光电信息学院脱离该校管理，并转设为民办普通高等学校长春电子科技学院，由长春中光教育投资有限公司全资持有[1]。
- 2021年3月，与中山市人民政府共建的长春理工大学中山研究院成立，预期为1000人规模的硕士、博士培养基地。

## 发展现状

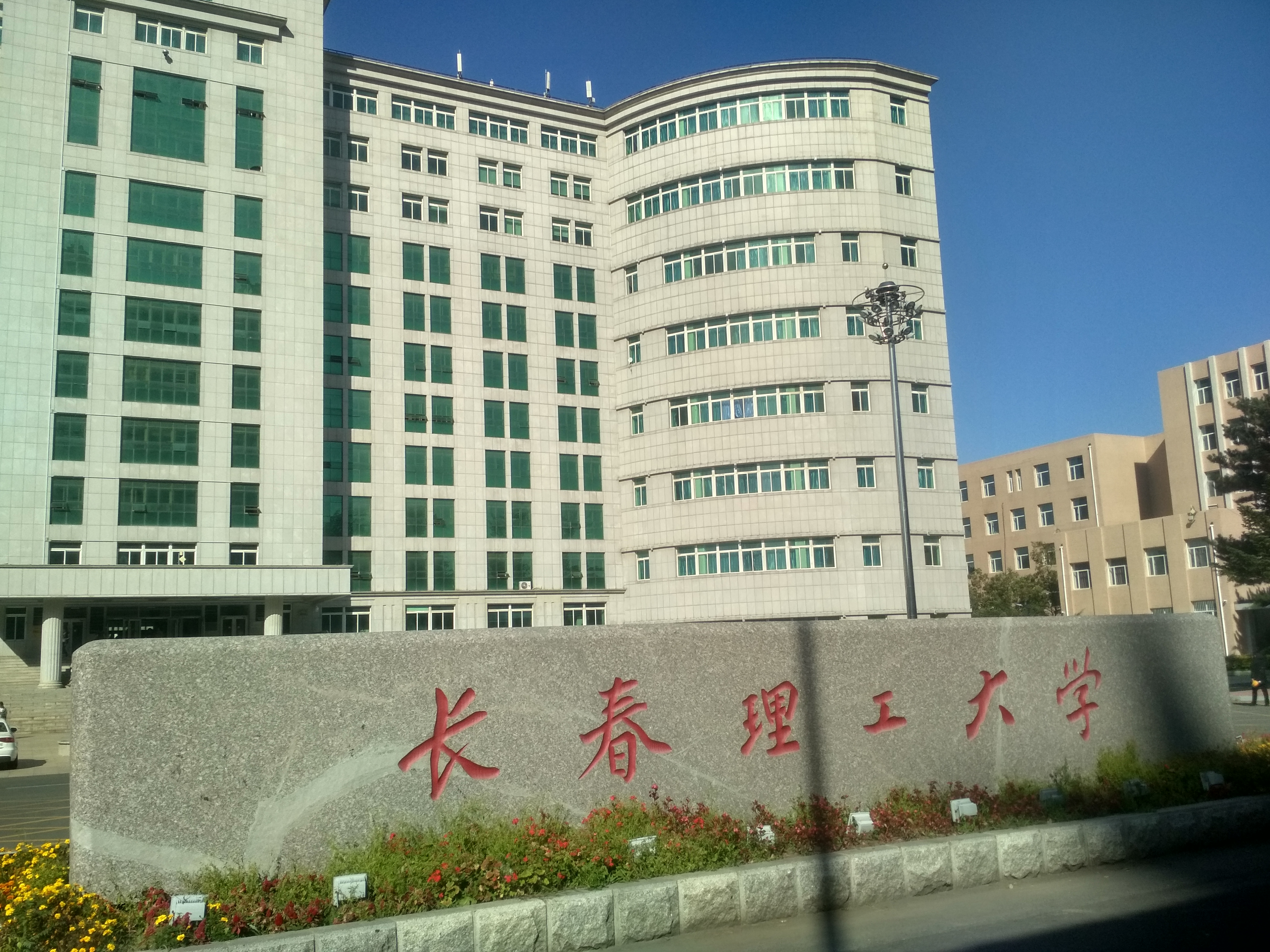
长春理工大学东校区

截止2019年12月，学校占地面积76.9万平方米，建筑面积68.3万平方米。

学校拥有1个国家重点实验室、2个国家地方联合研究中心、1个国家地方联合工程实验室、3个国家国际科技合作基地、24个省部级重点实验室、18个省部级工程研究中心（科技创新中心）、3个省部级国际科技合作基地、2个省部级高端科技创新平台、5个省部级协同创新中心、1个省部级公共技术研发中心、12个省部级人文社科基地。

学校开设58个本科专业，拥有1个国家重点学科、5个国防重点学科、16个吉林省特色高水平学科，8个博士学位授权一级学科、20个硕士学位授权一级学科、7个博士后科研流动站。

学校有教职工2080人，其中，专任教师1233人、博士生导师220人、正高职230人、副高职489人；有中国工程院院士2人（双聘1人）、中国科学院院士6人（双聘）。

## 校区分布
- 东校区

东校区是长春理工大学主校区和校本部。

占地面积：34.4万平方米。

学院分布：理学院、光电工程学院、机电工程学院、电子信息工程学院和军体部、远程与继续教育学院。
- 南校区

占地面积：15.9万平方米。

学院分布：计算机科学技术学院、人工智能学院、化学与环境工程学院、生命科学技术学院和研究生院国际教育交流学院。
- 西校区

占地面积：21.1万平方米。

学院分布：材料科学与工程学院、经济管理学院、外国语学院、文学院、法学院、马克思主义学院。

## 院系设置
长春理工大学以光电技术为特色，光、机、电、算、材学科相结合，以理工为主，工、理、文、经、法协调发展。其院系设置如下：

| - 研究生院 （页面存档备份，存于） - 理学院 （页面存档备份，存于） - 光电工程学院 （页面存档备份，存于） - 机电工程学院 （页面存档备份，存于） - 电子信息工程学院 （页面存档备份，存于） - 计算机科学技术学院 - 人工智能学院 （页面存档备份，存于） - 材料科学与工程学院 （页面存档备份，存于） - 化学与环境工程学院 - 生命科学技术学院 （页面存档备份，存于） - 经济管理学院 - 外国语学院 （页面存档备份，存于） - 文学院 - 法学院 （页面存档备份，存于） - 马克思主义学院 （页面存档备份，存于） - 军体部 - 远程与继续教育学院 （页面存档备份，存于） - 国际教育交流学院 |

## 知名校友
- 姜会林：中国工程院院士
- 杨雄里：中国科学院院士
- 蒋筑英：中国著名光学科学家，全国劳动模范
- 施正荣：尚德太阳能创始人，2005年中国大陆首富，澳大利亚国家科学和工程技术院院士
- 崔洪亮：美国史蒂文斯理工学院 （页面存档备份，存于） 终身教授，首届CUSPEA（中美联合培养物理类研究生计划）入选者，师从李政道
- 朱健强：中国科学院上海光学精密机械研究所所长
- 宣明：中国科学院长春光学精密机械与物理研究所所长
- 郭春雷：美国罗彻斯特大学光学所教授，著名强场物理学家，Black metal 现象发现者
- 张国清：中共二十届中央政治局委员、国务院副总理
- 高广滨：吉林省人大常委会副主任
- 李长江：中共十七届中央委员，全国“扫黄打非”工作小组原专职副组长
- 韩强：中国人民解放军少将，山西省军区司令员
- 金绿松：离心机专家